# Lista de membros da Royal Society eleitos em 1952
Esta página lista Membros da Royal Society eleitos em 1952.

## Fellows
- Sir Wallace Akers
- Cecil Edwin Henry Bawn
- Norman John Berrill
- Edward Ettingdean Bridges, Baron Bridges
- John Hubert Craigie
- Freeman Dyson
- Dame Honor Fell
- Dalziel Hammick
- Leonard Hawkes
- William Owen James
- Harry Jones
- Bernard Katz
- Rudi Lemberg
- Sir William McCrea
- Joseph Stanley Mitchell
- Cyril Offord
- Sir Alfred Grenville Pugsley
- Robert Russell Race
- Sir Martin Ryle
- David Macleish Smith
- Frank Stuart Spring
- Edward Wilfred Taylor
- Samuel Tolansky
- Marthe Louise Vogt
- Thomas Stanley Westoll
- Donald Devereux Woods

## Foreign Members
- Sven Hörstadius
- Albert Kluyver
- Albert Marcel Germain Rene Portevin
- Tadeusz Reichstein